# 切爾托姆雷克

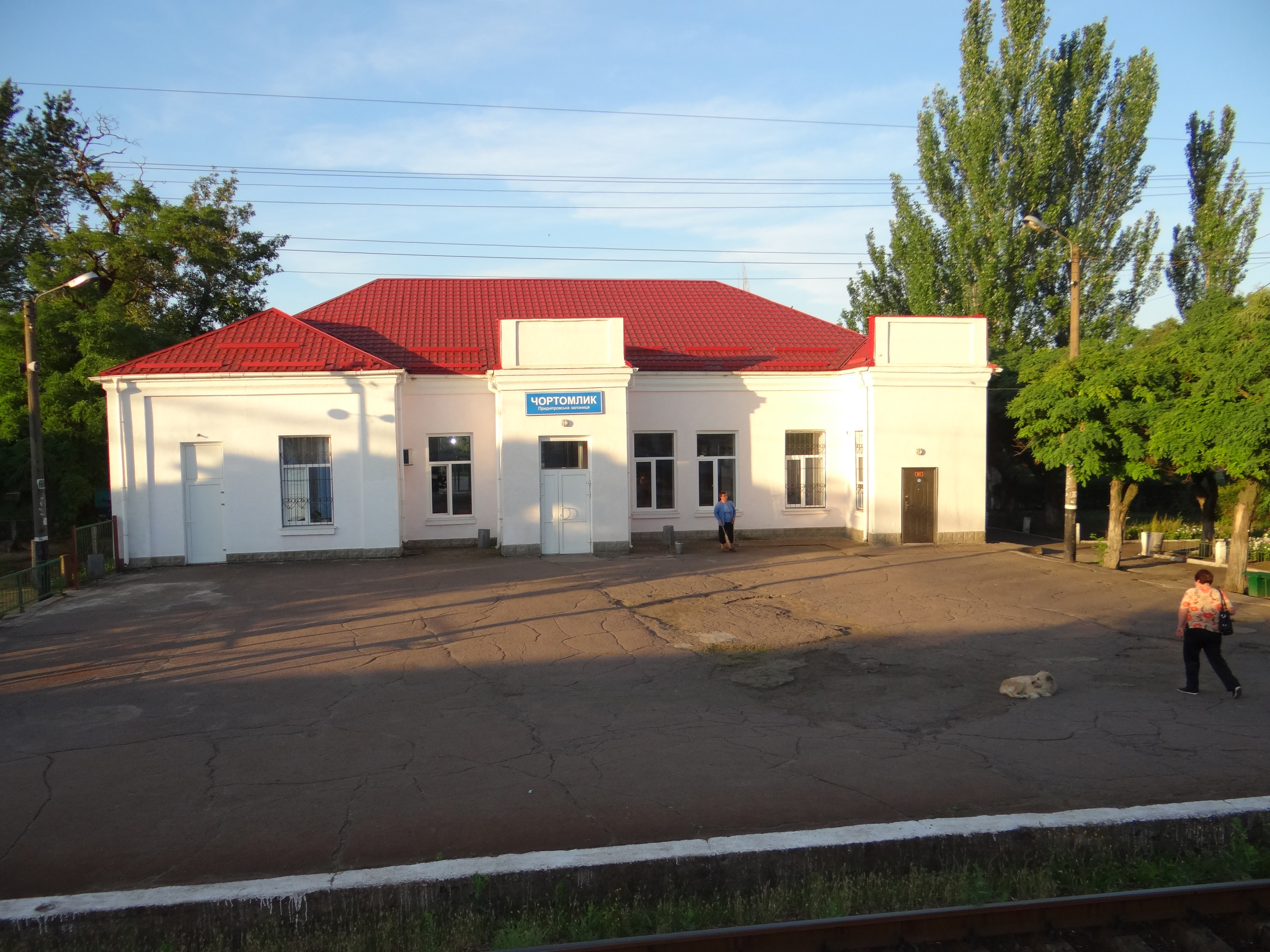
火车站

切爾托姆雷克是位於烏克蘭中部的市級鎮，由第聶伯羅彼得羅夫斯克州裡尼科波爾區的波克羅夫市鎮負責管轄。該鎮處於尼科波爾西北面22公里，距離卡霍夫卡水庫右岸4.5公里，海拔高度33米，2011年人口1,368。